# Dniéster
El Dniéster (pronunciado ['njes.teɾ]; en rumano: Nistru; en ucraniano: Дністер) es un río de Europa Oriental que, partiendo de los Cárpatos, discurre por Ucrania y Moldavia hasta desembocar en el mar Negro. Tiene una longitud de 1352 km (12° más largo de Europa) y drena una cuenca de 72 100 km².

## Otros nombres del río Dniéster
- Polaco: Dniestr
- Ucraniano: Дністер (Dnister)
- Rumano: Nistru
- Ruso: Днестр (Dniestr)
- Griego antiguo: Tira[2] ó Tyras (Τύρας)

El nombre dniéster contiene el hidrónimo indoeuropeo *danu- 'agua corriente, río' muy común en Europa Oriental (Dniéper, Danubio, Don, Donets, etc.), por lo que el nombre del río en escito-sarmático puede reconstruirse como *dan-stur.

## Geografía
El Dniéster nace en Ucrania, cerca de la ciudad de Drohóbych, cerca de la frontera con Polonia, y fluye hacia el mar Negro. Su curso marca parte de la frontera de Ucrania y Moldavia, después de la cual fluye a través de Moldavia durante 398 km, separando el grueso del territorio moldavo de la separatista Transnistria. Más tarde forma una parte adicional de la frontera ucraniano-moldava, luego fluye a través de Ucrania para desembocar en el mar Negro, donde su estuario forma el Limán del Dniéster.
A lo largo de la mitad inferior del Dniéster, la orilla occidental es alta y con colinas mientras que la oriental es baja y llana. El río representa el extremo de facto de la estepa euroasiática. Sus afluentes más importantes son el Răut y el Bîc.

## Afluentes

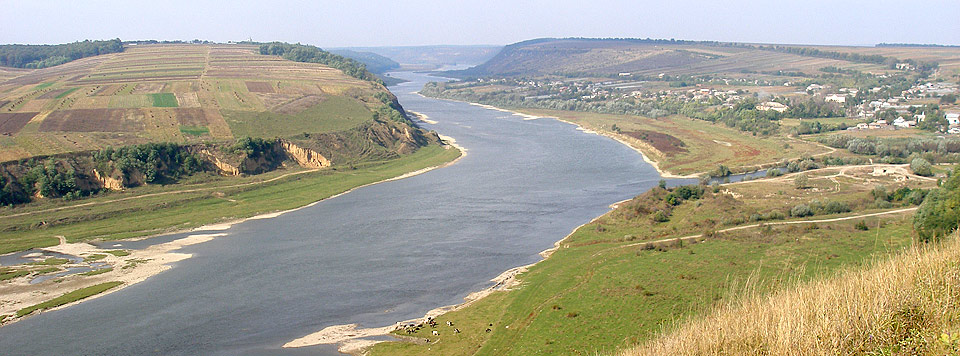
Confluencia del Seret y el Dniéster.

Por la derecha son: el río Stryi, el río Răut, el Ikel, el Bîc y el río Botna. Afluentes por la izquierda son: el río Zolotá Lypa (140 km), el río Koropets, el río Dzhuryn, el río Seret (250 km), el Zbruch (245 km), el Smótrych (169 km), el Úshytsia (112 km), el Kalius, el Liádova, el Murafa (162 km), el Rusava, el Yahorlyk (173 km) y el Kuchurhán (123 km).

## Historia
Durante el Neolítico, el río Dniéster fue el centro de una de las civilizaciones más avanzadas del planeta en esa época. La cultura Cucuteni-Trypillian floreció en esta zona desde aproximadamente el 5300 hasta el 2600 a. C., dejando tras de sí miles de yacimientos arqueológicos. Sus asentamientos llegaron a tener hasta 15 000 habitantes, lo que los convirtió en unas de las primeras grandes comunidades agrícolas del mundo.
En la antigüedad, el Dniéster era considerado uno de los principales ríos de la Sarmacia europea y fue mencionado por numerosos geógrafos e historiadores clásicos. Según Heródoto (iv.51), nacía en un gran lago, mientras que Ptolomeo (iii.5.17, 8.1 y c.) sitúa sus fuentes en el monte Cárpatos (los actuales Cárpatos), y Estrabón (ii) afirmaba que eran desconocidas. Corría en dirección este paralelo al Íster (bajo Danubio) y formaba parte de la frontera entre Dacia y Sarmacia. Desembocaba en el Ponto Euxino al noreste de la desembocadura del Íster. Escimnus (Fr. 51) lo describe como de fácil navegación y abundante en peces. Ovidio (ex Pont. iv. 10.50) habla de su rápido curso.
Los autores griegos lo denominaban Tyras (griego: Τύρας). Posteriormente, recibió el nombre de Danastris o Danastus, de donde proviene su nombre moderno, Dniéster (Niester), aunque los turcos lo seguían llamando Turla durante el siglo XIX. En ocasiones se encuentra la forma Τύρις.
Según Constantino VII, los varegos utilizaban barcos en su ruta de intercambio con los griegos, a lo largo del Dniéster y el Dniéper, y a lo largo de la costa del Mar Negro. La navegación cerca de la costa occidental del Mar Negro incluía paradas en Aspron (en la desembocadura del Dniéster), luego en Conopa, Constantia (localidades que hoy pertenecen a Rumanía) y Mesembria (actualmente en Bulgaria).
Desde el siglo XIV hasta 1812, parte del Dniéster formó la frontera oriental del Principado de Moldavia.
Entre las dos guerras mundiales, el Dniéster formó parte de la frontera entre Rumanía y la Unión Soviética. En 1919, el Domingo de Pascua, el puente fue volado por el ejército francés para proteger Bender de los bolcheviques. Durante la Segunda Guerra Mundial, las fuerzas alemanas y rumanas se enfrentaron a las tropas soviéticas en la orilla occidental del río.
Tras la declaración de independencia de la República de Moldavia en 1991, la pequeña zona al este del Dniéster, que había formado parte de la República Socialista Soviética de Moldavia, se negó a participar y se autoproclamó la República Moldava Pridnestroviana o Transnistria, con capital en Tiraspol, a orillas del río.